# Bitwa pod Affane
Bitwa pod Affane miała miejsce w roku 1565 w hrabstwie Waterford w południowo-wschodniej Irlandii pomiędzy wojskami rodu Fitzgeraldów (Earl Desmond) i Butlerów (Earl Ormonde). Bitwa, zakończona porażką wojsk Desmondów, zaliczana jest do jednej z ostatnich „prywatnych” bitew stoczonych w Irlandii.

## Przed bitwą
Od XIII w. prowincją Munster rządziły dwie rodziny: Fitzgeralds of Desmonds oraz Butlers of Ormonde. Obszary zajmowane przez Fitzgeraldów rozciągały się w południowo-wschodniej części Irlandii, ziemie Butlerów natomiast to miasto Kilkenny wraz z przylegającymi obszarami. Na skutek silnych rządów centralnych obie dynastie ostro ze sobą rywalizowały o wpływy na tych ziemiach. W roku 1650 jedno z wywołanych tu powstań przerodziło się szybko w poważną wojnę.
Owdowiała hrabina z Ormonde, matka sir Thomasa Butlera (dziesiąty Earl Ormonde), poślubiła Geralda Fitzgeralda (piętnasty Earl Desmond) z zamiarami pojednania obu rodzin. Jej to w głównej mierze zawdzięcza się, że bitwa pod Bothermore (zwana także bitwą, która się nie odbyła) zakończyła się pokojowo. Po śmierci hrabiny w roku 1564 wzajemne niesnaski po obu stronach szybko doprowadziły do kolejnych zatargów.
W trakcie tych niepokojów sir Maurice Fitzgerald – mieszczanin zamieszkujący ziemie graniczne między obu terytoriami, kontrolowanymi przez Desmondów – przyjął propozycję ochrony ziem swojego kuzyna z rodu Ormondów. Chcąc zmusić Fitzgeraldów do uległości, w roku 1565 Desmond wyruszył ze swoim wojskiem w kierunku zachodnim. Również Desmond zmobilizował swoje wojska, które ustawił w okolicy Affane, jedynego dostępnego brodu przez rzekę Blackwater.

## Bitwa
Wojska Desmondów składały się z sił posiłkowych sprzymierzonych klanów irlandzkich (m.in. O’Connors i O’Briens), a także wojsk jednego z niezadowolonych poddanych Butlerów sir Piersa Butlera z Cahir. Wojska Ormondów stanowiły siły lordów z rodziny Butlerów oraz wojska sprzymierzonych rodów galijskich i angielskich.
Desmond opuścił miasto Lismore na czele 80-100 rycerstwa, 300-400 żołnierzy piechoty i kilkuset ludzi z wojsk pomocniczych. Do brodu dotarł w momencie wezbrania rzeki, po czym zażądał od Fitzgeralda dalszych wskazówek. Fitzgerald zażądał rozwiązania sporu przez sądem, jednak Desmond zdecydował się na użycie siły wobec przeciwnika.
Podczas gdy siły Desmonda rozbiły obóz koło rzeki, wojska Ormondów składające się z sił O’Kennedy’ego, Gillpatricka i Burke’a, rozpoczęły marsz z pobliskich wzniesień w kierunku równiny. Desmond posiadający fałszywe informacje o liczebności przeciwnika przypuścił atak na maszerującego wroga. Atakującego Desmonda starał się jeszcze powstrzymać Lord Power, który zalecał powrót do domu i ustalenie nowego planu walk. Desmond jednak wyszedł z założenia, że oddziały przeciwnika podczas nieobecność głównych sił Ormondów stanowią małe zagrożenie. Wraz ze swoimi wojskami przemieścił się w kierunku Dromama (okolice Affane) – głównej kwatery Fitzgeraldów, po czym planował dalszy marsz do Lismore, gdzie zamierzał rekrutować nowe oddziały.
W tym czasie wojska Ormondów podeszły w kierunku brodu, niedaleko zamku Lismore. Tutaj obie armie natknęły się na siebie. Rozpoczęła się gwałtowna walka na broń palną. Ormonde ustawił swoje siły defensywnie. Jego brat Edmund Butler trafił tymczasem Desmonda kulą pistoletową w prawe biodro, zrzucając go z konia. Widząc rannego przywódcę, wojska Desmonda poszły w rozsypkę i rzuciły się w kierunku rzeki, tracąc 300 ludzi. Rannego Desmonda wyniesiono z placu boju najpierw do Clonmel a później w kierunku Waterford.

## Konsekwencje
Sam fakt, iż obie strony konfliktu prezentowały swoje prywatne interesy podczas konfliktu był dużym afrontem dla Korony angielskiej. Prywatne bitwy uchodziły jako symboliczne nieuznawanie władzy angielskiej. Po bitwie Elżbieta I wezwała obu przywódców zwaśnionych rodów do Londynu w celu wydania wyroku. Kuzyn królowej Thomas Butler (trzeci Earl Ormonde) został ułaskawiony, Gerald Fitzgerald i jego bracia John oraz James zostali jednak aresztowani i osadzeni w Tower of London. Władza dostała się w ręce Ormondów, co doprowadziło w roku 1569 do pierwszego powstania Desmondów.